# Meguidó
Meguidó (hebreu: מגידו‎, ‘pujol, turó’; àrab: مجیدو, Majīdū, potseriorment تل المتسلم, Tall al-Mutasallim) és un tel que es troba al nord d'Israel, prop del quibuts Megido, uns 30 km al sud-est de Haifa a la regió de Galilea. El lloc és conegut per la seva importància històrica i teològica, sobretot en virtut del seu nom grec, Armageddon. En l'antiguitat, Meguidó fou una important ciutat estat. Les excavacions han desenterrat 26 capes de ruïnes, cosa que indica un llarg període d'assentament. L'assentament està protegit per la UNESCO com a parc nacional.

## Història
Fou una ciutat cananea del nord de Palestina, propera a Tanac; a la seva rodalia es va lliurar la batalla de Meguidó.
El seu nom hebreu, Har Meguiddó, ‘Muntanya de Meguidó’, va originar el nom grec Harmagedon.
Sota domini egipci, n'apareix com a rei Biridya de Meguidó, de Nuribta i de Shunem (segle xiv aC). En una carta al faraó, el rei es queixa dels atacs del rei Labayu de Sequem, que disposava de mercenaris habiru.
Va passar als israelites al segle xi aC.